# Michał Przysiężny
Michał Przysiężny (Głogów, 16 februari 1984) is een Poolse tennisspeler. Hij heeft één ATP-toernooi gewonnen in het dubbelspel. Hij deed al mee aan Grand Slams. Hij heeft acht challengers in het enkelspel en één challenger in het dubbelspel op zijn naam staan.

## Palmares

### Enkelspel
| Nr.                  | Datum            | Toernooi     | Ondergrond    | Tegenstander in finale | Score               |
| -------------------- | ---------------- | ------------ | ------------- | ---------------------- | ------------------- |
| Gewonnen challengers |                  |              |               |                        |                     |
| 1.                   | 22 januari 2007  | Wrexham      | Hardcourt (I) | Richard Bloomfield     | 6-2, 6-3            |
| 2.                   | 23 november 2009 | Helsinki     | Tapijt (I)    | Stéphane Bohli         | 4-6, 6-4, 6-1       |
| 3.                   | 1 februari 2010  | Kazan        | Hardcourt (I) | Julian Reister         | 7-6(5), 6-4         |
| 4.                   | 29 maart 2010    | Saint-Brieuc | Gravel (I)    | Rubén Ramírez Hidalgo  | 4-6, 6-2, 6-3       |
| 5.                   | 8 november 2010  | Urtijëi      | Tapijt (I)    | Lukáš Lacko            | 6-3, 7-5            |
| 6.                   | 19 november 2012 | Toyota       | Tapijt (I)    | Hiroki Moriya          | 6-2, 6-3            |
| 7.                   | 4 februari 2013  | Bergamo      | Hardcourt (I) | Jan-Lennard Struff     | 4-6, 7-6(5), 7-6(5) |
| 8.                   | 1 maart 2015     | Kyoto        | Hardcourt (I) | John Millman           | 6-3, 3-6, 6-3       |

### Mannendubbelspel
| Nr.                              | Datum          | Toernooi  | Ondergrond | Partner               | Tegenstanders in finale     | Score               | Details |
| -------------------------------- | -------------- | --------- | ---------- | --------------------- | --------------------------- | ------------------- | ------- |
| Gewonnen finales herendubbel     |                |           |            |                       |                             |                     |         |
| 1.                               | 5 oktober 2014 | ATP Tokio | Hardcourt  | Pierre-Hugues Herbert | Ivan Dodig Marcelo Melo     | 6-3, 6-7(3), [10-5] | Details |
| Gewonnen challengers herendubbel |                |           |            |                       |                             |                     |         |
| 1.                               | 10 juli 2006   | Poznań    | Gravel     | Tomasz Bednarek       | Vasilis Mazarakis Jan Mertl | 6-3, 3-6, [10-8]    |         |

## Resultaten grote toernooien
| Legenda | Legenda                          |
| ------- | -------------------------------- |
| g.t.    | geen toernooi gehouden           |
| l.c.    | lagere categorie                 |
| –       | niet deelgenomen                 |
| G       | uitgeschakeld in de groepsfase   |
| 1R      | uitgeschakeld in de eerste ronde |
| 2R      | uitgeschakeld in de tweede ronde |
| 3R      | uitgeschakeld in de derde ronde  |
| 4R      | uitgeschakeld in de vierde ronde |
| KF      | uitgeschakeld in de kwartfinale  |
| HF      | uitgeschakeld in de halve finale |
| F       | de finale verloren               |
| W       | het toernooi gewonnen            |
| w-v     | winst/verlies-balans             |

### Enkelspel
| Grandslamtoernooien   |               |                  |                  |                  |                  |        |
| Australian Open       | –             | –                | 1R               | –                | 2R               | 1-2    |
| Roland Garros         | –             | 1R               | –                | 2R               | 1R               | 1-3    |
| Wimbledon             | –             | 2R               | –                | 2R               | 1R               | 2-3    |
| US Open               | 1R            | 1R               | –                | 1R               | –                | 0-3    |
| Winst-verlies         | 0–1           | 1-3              | 0-1              | 2-3              | 1-3              | 4-11   |
| ATP World Tour Finals |               |                  |                  |                  |                  |        |
| ATP World Tour Finals | –             | –                | –                | –                | –                | 0-0    |
| ATP Masters 1000      |               |                  |                  |                  |                  |        |
| Indian Wells          | –             | –                | –                | –                | –                | 0-0    |
| Miami                 | –             | –                | –                | –                | 1R               | 8–3    |
| Monte Carlo           | –             | –                | –                | –                | –                | 0–0    |
| Hamburg               | –             | lagere categorie | lagere categorie | lagere categorie | lagere categorie | 0–0    |
| Madrid                | –             | –                | –                | –                | –                | 0-0    |
| Rome                  | –             | –                | –                | –                | –                | 0-0    |
| Montreal/Toronto      | –             | –                | –                | –                | –                | 0–0    |
| Cincinnati            | –             | –                | –                | –                | –                | 0-0    |
| Shanghai              | g.M.          | –                | –                | 1R               | –                | 0–1    |
| Parijs                | –             | –                | –                | 2R               | –                | 1-1    |
| Olympische Spelen     |               |                  |                  |                  |                  |        |
| Olympische Spelen     | geen toernooi | geen toernooi    | geen toernooi    | geen toernooi    | geen toernooi    | 0-0    |
| Statistieken          |               |                  |                  |                  |                  |        |
| Totaal aantal titels  | 0             | 0                | 0                | 0                | 0                | 0      |
| Totaal winst-verlies  | 4-3           | 2-15             | 1-4              | 10-13            | 4-21             | 29-68  |
| Eindejaarsranking     | 230           | 86               | 310              | 58               | 174              | n.v.t. |

### Mannendubbelspel
| Grandslamtoernooien   |      |        |
| Australian Open       | 1R   | 0-1    |
| Roland Garros         | –    | 0-0    |
| Wimbledon             | –    | 0-0    |
| US Open               | –    | 0-0    |
| Winst-verlies         | 0–1  | 0-1    |
| ATP World Tour Finals |      |        |
| ATP World Tour Finals | –    | 0-0    |
| Olympische Spelen     |      |        |
| Olympische Spelen     | g.t. | 0-0    |
| Statistieken          |      |        |
| Totaal aantal titels  | 1    | 1      |
| Eindejaarsranking     | 151  | n.v.t. |